# Elliot Richardson
Elliot Lee Richardson (Boston (Massachusetts), 20 juli 1920 - aldaar, 31 december 1999) was een Amerikaans politicus van de Republikeinse Partij. Hij was de officier van justitie voor het district Massachusetts van 1959 tot 1965 en was de luitenant-gouverneur van Massachusetts van 1965 tot 1967 onder gouverneur John Volpe. In 1967 werd hij de procureur-generaal van Massachusetts. In 1969 werd hij door de nieuw gekozen president Richard Nixon gevraagd als onderminister van Buitenlandse Zaken in zijn kabinet. Na iets meer dan jaar onderminister zijn geweest, werd hij door Nixon benoemd tot minister van Volksgezondheid en Sociale Zaken. In 1973 maakte hij de overstap naar het ministerie van Defensie, waar hij maar enkele maanden minister bleef; al snel daarna werd hij tot minister van Justitie benoemd. In de nasleep van het Watergateschandaal werd Richardson door president Nixon ontslagen. Nixons opvolger Gerald Ford benoemde Richardson in 1975 tot ambassadeur van het Verenigd Koninkrijk, later werd hij door Ford gevraagd als minister van Economische Zaken. Hij behield deze functie tot het einde van het presidentschap van Ford. In 1984 deed hij een gooi naar de zetel van de terugtredende Democratische Senator voor Massachusetts, Paul Tsongas. Tijdens de Republikeinse voorverkiezing werd hij echter verslagen door Ray Shamie, die de verkiezing verloor van Democraat John Kerry.

## Onderscheidingen
1995: Four Freedoms Award voor vrijwaring van vrees
- Gemeinsame Normdatei: 129305235
- International Standard Name Identifier: 0000 0000 8411 8655
- Library of Congress Control Number: n50044922
- National Archives and Records Administration: 10583144
- Nationale Bibliotheek van Tsjechië: vse20241224864
- Nederlandse Thesaurus van Auteursnamen: 072694114
- SNAC: w6708164
- Système universitaire de documentation: 079895050
- Virtual International Authority File: 114803850
- WorldCat: E39PBJj8R8XCTCvxxGY7jyXfMP